# Коробовське (Великоустюзький район)
Ко́робовське (рос. Коробовское) — присілок у складі Великоустюзького району Вологодської області, Росія. Входить до складу Красавинського міського поселення.

## Населення
Населення — 2 особи (2010; 8 у 2002).
Національний склад (станом на 2002 рік):
- росіяни — 87 %